# Aduar

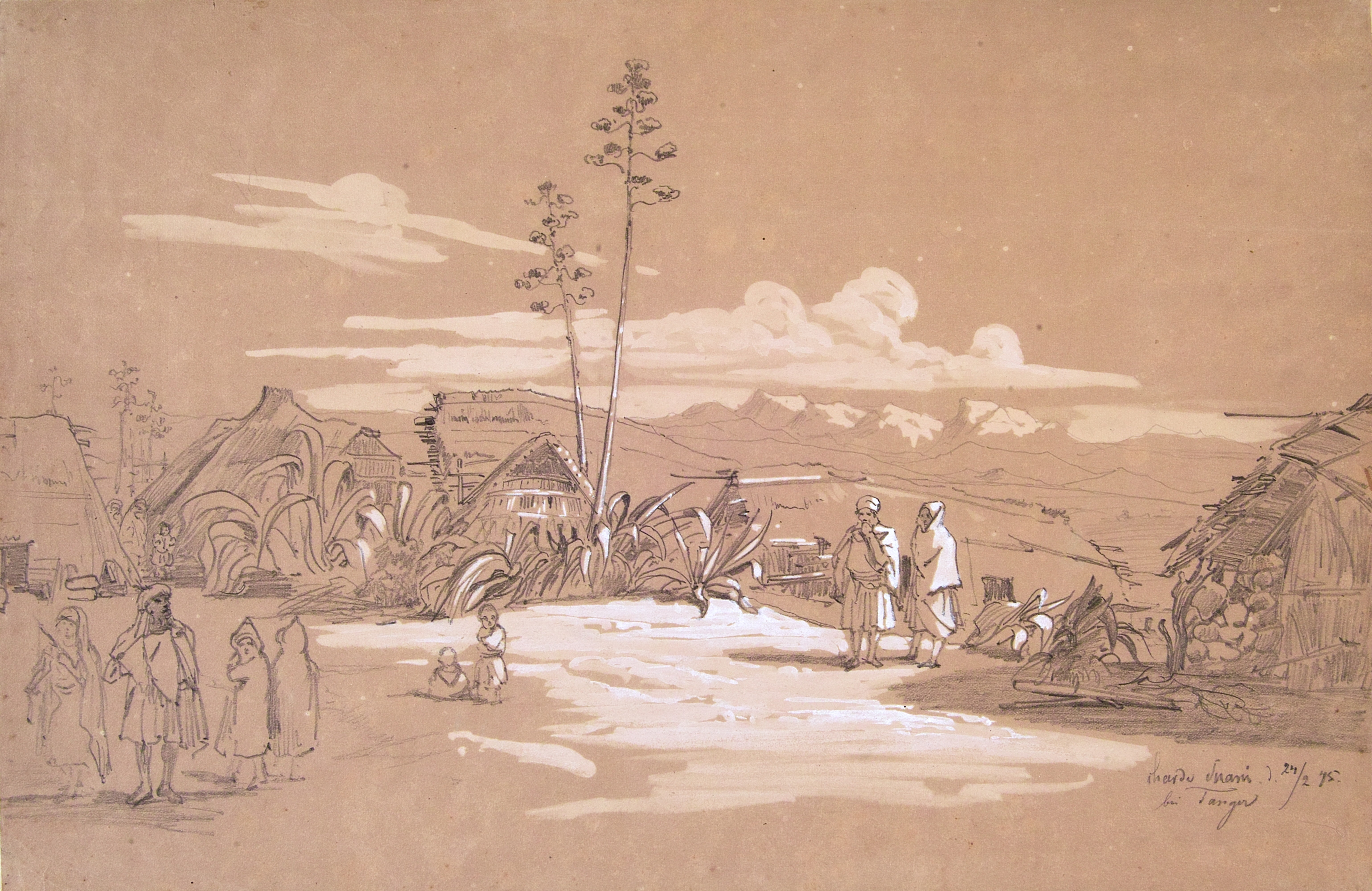
Un duar marroquí cerca de Tánger, en 1845.

En el Magreb, un aduar o duar (en árabe: دوار‎) es una pequeña población o conjunto de viviendas móviles habitadas por un grupo de personas vinculadas por un parentesco común en la línea paterna. Los duares se componen de tiendas o cabañas, ya que estas tribus árabes son mayoritariamente nómadas. No obstante, también se han observado duares permanentes. 
Por extensión, el término duar también puede hacer referencia en Marruecos a una fracción territorial de una comuna rural, es decir, una división administrativa básica. En España, el término «aduar» también puede referirse al poblado de gitanos, que también son un pueblo tradicionalmente nómada.

## Etimología.
En árabe clásico, دَوَّار (dawwār) puede significar 'deambular', 'ir de un lado a otro', esto es, 'nómada' o 'viajero'. Proviene de la raíz semítica د و ر (D-W-R), relacionada con 'circular', 'rotar' o 'giratorio', así como 'errante', 'itinerante'.
La forma «aduar» se atestiguó por primera vez en el español en 1440, y proviene de al-duwwar, pero debido a que la د (d) es una consonante solar, se pronuncia ad-duwwar, de ahí pasó a adduar, y finalmente «aduar». En español puede referirse a cualquier poblado nómada en general, mientras que «duar», es un término que ha entrado recientemente (tras el Protectorado de Marruecos) y se refiere más específicamente a los duares marroquíes.
En francés, prevalece la forma sin el artículo aglutinado, douar. Sin embargo, en 1617, el viajero francés Jean Mocquet registró la ortografía adouar, posiblemente por influencia del español.

## Aduares por región
La práctica del duar o aduarismo está ligada al nomadismo en el Magreb desde tiempos inmemoriales. Tradicionalmente, las tiendas del aduar se disponen en círculo alrededor de un espacio abierto central, en el que permanece el ganado.

### Marruecos
En Marruecos, duar designa a una «pequeña aldea [o] un conjunto de viviendas rurales» que incluye de cincuenta a cuatrocientos hogares, con un hábitat más disperso en la llanura que en la montaña. Actualmente constituye la unidad básica de la comuna rural, pero los duares no están integrados en la codificación geográfica oficial y, de un servicio administrativo a otro, la lista y los nombres de los duares puede cambiar.
Poco a poco, la palabra duar ha caído en desuso a medida que la sedentarización y occidentalización han llegado a la sociedad marroquí.

### Argelia
La administración francesa en Argelia se dio a la tarea de organizar el vasto territorio argelino gracias al senadoconsulto del 22 de abril de 1863, ya que hasta entonces el imperio Otomano no había podido someter el poder tribal y las delimitaciones (a excepción de zonas más urbanizadas como Argel) eran difusas. En el art. 2 de dicha ley, se explica que Argelia se demarcaría en base al territorio de cada tribus (ferka). La mayoría de tribus se convirtieron en bloque a un duar, aunque las más grandes se dividieron y las más pequeñas se agruparon. De esta manera mutó el significado de la palabra duar, hasta entonces relacionada con el nomadismo, a partir de entonces pasó a referirse a una unidad administrativa similar a la comuna francesa. Esto no pasó ni en Marruecos ni en Túnez, también colonias francesas.
En 1875 se crearon las «comunas mixtas», agrupaciones de duares, en las que cada uno de ellos contaba con una representación especial permanente, el djemaâ, para manejar sus propios asuntos.

### Fuera del Magreb
El término se ha extendido a antiguas colonias españolas para referirse a asentamientos informales. En Argentina y Perú, «aduar» puede hacer referencia a una ranchería de indios americanos.
En España, el término «aduar» también puede referirse al poblado de gitanos, que también son un pueblo tradicionalmente nómada. Miguel de Cervantes en La gitanilla (1613) menciona la palabra varias veces: «Una mañana se levantó el aduar, y se fueron a alojar en un lugar de la jurisdicción de Murcia».